# De volleerde jager
De volleerde jager of De jagersgezel is een sprookje dat werd genoteerd door de gebroeders Grimm voor Kinder- und Hausmärchen met volgnummer KHM111. De oorspronkelijke naam is Der gelernte Jäger.

## Het verhaal
Een jongen heeft voor slotenmaker geleerd en wil de wereld in om zich te bekwamen in zijn vak. Zijn vader geeft geld mee voor de reis en de jongen wil na een tijdje liever jager worden. Hij ontmoet een man met een groene jas en gaat bij hem in dienst voor vele jaren. Hij krijgt een windbuks als loon, maar elk schot is raak. Hij komt in een bos en rust uit in een hoge boom. Tegen middernacht ziet hij een klein lichtje en komt bij een enorm vuur met drie reuzen. Ze braden een os aan het spit en de jager schiet een stuk vlees uit de hand van een reus. De reuzen krijgen willen deze scherpschuitter en vragen hem om bij hen te komen en te eten. Achter het bos is een groot water met een toren erachter, daarin zit een koningsdochter. Ze willen haar roven en er is een hondje dat iedereen wakker blaffen kan, de jager moet het hondje doden. Hij steekt in een boot het water over en schiet het hondje dood, de reuzen zijn blij en de jongen gaat naar binnen.
In een kamer ziet hij een gouden sabel met een gouden ster en de naam van de koning. Hij leest een verzegelde brief en weet nu dat hij alles kan doden met het voorwerp. Hij vindt de slapende koningsdochter en onder haar bed staan twee muiltjes met sterren erop, één met haar naam en één met de naam van haar vader. Ze heeft een zijden halsdoek om en ook daarop staan de namen, hij knipt de rechterslip eraf en neemt die mee in zijn ransel. Hij knipt ook een stukje van haar hemd, maar raakt haar niet aan. Hij roept de reuzen en ze moeten door een gat kruipen. De jager hakt de hoofden af en heeft de jonkvrouw van haar vijanden verlost. Hij wil naar huis en doet de tongen van de reuzen in zijn ransel. De koning ontwaakt en ontdekt de dode reuzen. Hij wekt zijn dochter en ziet dat het rechtermuiltje weg is, ook ziet hij de missende stukjes stof. Een kapitein met één oog zegt dat hij de reuzen heeft gedood en hij mag met de koningsdochter trouwen. Het meisje wil nog liever de wereld in en moet haar koninklijke kleren uit doen. Ze gaat naar de pottenbakker en moet zijn werk verkopen.
Op een hoek van de straat zit ze als boerenkarren voorbijkomen en alles kapotrijden. Ze kan de pottenbakker niet betalen en vraagt om een nieuwe partij, maar de pottenbakker wil geld voor de eerste. De koning had gehoopt dat ze nu met de kapitein trouwen zou, maar laat nu een huisje voor zijn dochter bouwen. Ze moet voor iedereen koken, maar mag geen geld aannemen. De jager hoort hiervan en gaat naar het huisje, omdat hij geen geld heeft. Hij eet en heeft plezier en vertelt over de gevonden degen en de reuzen. De koningsdochter ziet de bewijsstukken en is gelukkig, ze gaan naar de koning en vertellen wie de werkelijke verlosser is. De jager wordt als vreemde heer aangekleed en ze halen de kapitein voor een feestmaal. De koningsdochter zit tussen de mannen in en na het eten geeft de koning de kapitein een raadsel op over de verdwenen tongen. De kapitein zegt dat de reuzen geen tongen hebben en hij bedenkt een straf. De kapitein wordt naar zijn eigen idee in vier stukken gescheurd en de koningsdochter trouwt met de jager. De vader en moeder van de jager worden gehaald en ze leven nog lang bij hun zoon, die na de dood van de koning het koninkrijk erft.

## Achtergronden
- Het sprookje komt uit Zwehrn in Nederhessen.
- In een andere versie, van een andere verteller uit Zwehrn, is de jager bij de koningsdochter gaan slapen. Ze is zwanger geraakt en daarom wordt ze weggejaagd. Ook in Raponsje (KHM12) wordt het meisje zwanger en dit is de reden dat ze wordt weggestuurd, Raponsje bevalt in de wildernis van een tweeling.
- In weer een andere versie wordt ze zwanger, maar weet niet van wie (omdat ze sliep) en komt in de gevangenis terecht. Zelfs de schildwacht is door een slaapdrank in slaap gebracht.
- In een andere versie schiet de jager de reus in zijn duim.
- Een variant uit de Lage Landen heet Het tovergeweer.
- Een wapen dat altijd raak schiet, komt ook voor in De jood in de doornstruik (KHM110).
- Er zijn twee hoofdpersonen in dit sprookje.
- Het gebroken aardewerk is ook te vinden in Koning Lijsterbaard (KHM52).
- De uitgesneden tongen als bewijs, komt ook voor in De twee gebroeders (KHM60)
- Een opgegeven raadsel was vroeger meer dan amusement, denk ook bijvoorbeeld aan het Bijbelverhaal over Simson en de Odinsvraag. Het raadsel speelt een grote rol in Vafþrúðnismál (het lied van Vafthrudnir uit de Edda). Het speelt ook in andere sprookjes een rol, zoals in Het raadsel (KHM22), Repelsteeltje (KHM55), De verstandige boerendochter (KHM94), Dokter Alwetend (KHM98), Het snuggere snijdertje (KHM114), De duivel en zijn grootmoeder (KHM125), De zes dienaren (KHM134), Het herdersjongetje (KHM152) en Raadselsprookje (KHM160). Zie ook Het raadsel, een volksverhaal uit Suriname.
- De rol van de reuzen lijkt op die in Ferdinand getrouw en Ferdinand ontrouw (KHM126).
- De straf naar eigen oordeel, komt ook voor in De ganzenhoedster (KHM89).
  - Middernacht is het tijdstip waarop vaak griezelige of magische dingen plaatsvinden. Het speelt in de volgende verhalen een rol; in Sprookje van iemand die erop uittrok om te leren griezelen (KHM4) maakt de jongen een vuur, Zusje kan haar kind alleen zien rond middernacht in een versie van Broertje en zusje (KHM11), de reus slaat het bed doormidden in Het dappere snijdertje (KHM20), in Assepoester (KHM21) wordt de betovering verbroken, in De gouden vogel (KHM57) worden appels gestolen, de duivels dobbelen in De koningszoon die nergens bang voor was (KHM121), de draak komt thuis in De duivel en zijn grootmoeder (KHM125), de betovering wordt verbroken in Het boshuis (KHM169), het uiterlijk van het meisje verandert in De ganzenhoedster aan de bron (KHM179), de rovers komen thuis in De avonturen van een soldaat, in Het verhaal van Schele Guurte arriveren Berend met de honden en Derk met de beer op kerstavond met de Wilde Jacht.